# Min nabo Totoro
Min nabo Totoro (originaltitel Tonari no Totoro (となりのトトロ)) er en japansk animefilm fra 1988 af animeret og instrueret af Hayao Miyazaki og produceret i Studio Ghibli.

## Handling
To piger, Satsuke og hendes lillesøster Mei, flytter ind i et hus på landet for at bo tættere på moren, der ligger på hospital efter et længere sygdomsforløb. Døtrene opdager hurtigt, at huset huser nogle underlige små sod-partikkel-væsner, der holder til på loftet. En dag, da Satsuki er i skole og faderen sidder indenfor og arbejder, går Mei på opdagelse og ser pludseligt to små kanin-lignende ører stritte op fra det høje græs. Hendes umættelige nysgerrighed får hende til at følge efter og hun bliver ledt langt ind i nogle buskadser fyldt med krybegange. Pludseligt befinder hun sig ovenpå den sovende Totoro og ender med at blive ven med den. Senere fortæller hendes far, at Totoro er skovens beskytter. 
En mørk og regnfuld aften da pigerne venter på deres fars bus møder Satsuki også Totoro i egen høje person. Da Totoro kun har søgt ly under et blad tilbyder Satsuki den sin fars paraply, som hun havde medbragt. Som tak for den fine gestus giver Totoro pigerne et helt bundt med frø og nødder. Kort efter ankommer en stor, rødlig kattebus, hvor Totoro stiger på. Kort tid efter kommer pigernes fars bus.
Pigerne sår frøene og nødderne, men der sker ikke noget. En nat vågner de og ser, at Totoro og hans små hjælpere er i gang med at udføre en form for ritual rundt om stedet, hvor de har plantet frøene. Pigerne skynder sig ud og deltager i ritualer hvorefter frøene begynder at spire og bliver til et kæmpe træ. Totoro hopper op på en underlig flyvende top og tager dem med sig. Næste dag, da pigerne vågner, er der intet træ, men frøene har spiret.
Det sidste møde med Totoro sker, da Mei i desperation over moderens sygdom og med stor savn vælger at tage af sted til hospitalet alene. Satsuki er ude af sig selv, da hun ikke kan finde sin søster og vælger at opsøge Totoro i sit kæmpe træ for at bede om hjælp. Totoro som er glad for at hjælpe tilkalder kattebussen, som finder Mei og fører begge piger over til moderens hospital. Pigerne sidder og lurer fra et træ udenfor moderens vindue og ser så, at hun har det godt og afleverer derefter en majskolbe, som Mei er sikker på vil gøre hendes mor godt. Derefter bliver de bragt hjem af kattebussen, som hurtigt forsvinder igen.
I rulleteksterne ser man, at pigernes mor kommer hjem, samt at pigerne leger med nogle andre børn, mens Totoro og dens venner betragter dem fra afstand.

## Hovedpersoner
Satsuki Kusakabe (草壁サツキ, Kusakabe Satsuki) er en 10-årig pige, som er storesøster til Mei. Satsuki er et traditionelt navn for den femte måned i den japanske kalender, altså tilsvarende til måneden maj.
Mei Kusakabe (草壁メイ, Kusakabe Mei) er Satsuki's 4-årige søster. I princippet minder hendes navn meget om hendes søsters, som jo egentlig betyder Maj, hvilket højst sandsynligt er overlagt, da historien i første omgang kun omhandlede én pige, som i sidste ende blev "delt i to", som en lille- og en storesøster. 
Tatsuo Kusakabe (草壁タツオ, Kusakabe Tatsuo) er faderen til de to søstre, som arbejder i Tokyo Universitetets arkæolog- og antropologafdeling. 
Yasuko Kusakabe (草壁靖子, Kusakabe Yasuko) er pigernes mor, som ligger på hospitalet for at komme sig over en – i filmen – ukendt sygdom på Shichikokuyama Hospitalet. Denne sygdom har Miyazaki dog senere bekræftet som værende tuberkulose. Det føromtale hospital er kendt for sin store erfaring indenfor netop tuberkulose, som Miyazaki's mor også led af, da han var yngre.
Totoro (トトロ, Totoro) er en grå og hvid, venligsindet skov-ånd, som mest af alt ligner en kombination af en ugle, en kat og en mårhund og som ydermere er mindst 3 meter høj. Totoro's navn er resultat af Mei's fejludtalelse, da hun tiltaler skov-ånden som Torōru, hvilket på japansk betyder trold. Udover den egentlige Totoro er der to små lignende væsner, som også bliver refereret til som Totoro; den store grå og hvide Totoro bliver kaldt "Ō-Totoro" eller "Miminzuku", den mellemste "Chū-Totoro" eller "Zuku" og den mindste "Chibi-Totoro" eller "Mini". Disse navne bliver dog ikke brugt i filmen, men i noget relateret sekundært materiale.
Kanta Ōgaki (大垣寛太, Ōgaki Kanta) er en dreng, nogenlunde jævnaldrende med Satsuki, som han dog har et ambivalent forhold til. Denne person skulle efter sigende forestille Miyazaki i sin glæde over tegninger og flyvemaskiner.
"Bedstemoren" (お祖母ちゃん, Obaachan) er Kanta's bedstemor, som til tider tager sig af pigerne.
Kattebussen (ネコバス, Neko basu) er egentlig en huskat, som er blevet forvandlet til en passagerbus. Dette er baseret på den japanske overtro omkring katte, som når de bliver gamle nok, skulle få magiske formskiftnings-evner og bliver kaldt en Bake Neko, som er nævnt i flere af Studio Ghibli's film. Denne bus kan "køre" overalt og er så hurtig, at ingen mennesker kan se den, medmindre de sidder i den eller at den gerne vil ses af dem.